# رومانو دی لمباردیا
رومانو دی لمباردیا (به ایتالیایی: Romano di Lombardia) یک کومونه در ایتالیا است که در استان برگامو واقع شده‌است.

## خصوصیات
رومانو دی لمباردیا ۱۸٫۰ کیلومترمربع مساحت و ۱۸٬۵۸۸ نفر جمعیت دارد و ۱۲۰ متر بالاتر از سطح دریا واقع شده‌است.